# かぞえうた (Mr.Childrenの曲)
『かぞえうた』は、日本のバンド・Mr.Childrenの3作目の配信限定シングル。2011年4月4日にトイズファクトリーより発売された。

## 概要
前作『fanfare』から約1年5か月ぶりの新曲で、『花の匂い』から3作連続での配信限定シングルとなっている。着うたフルのほか、Mr.Childrenの楽曲では初となるPC配信（iTunes Storeのみ）も行われた。
2011年3月11日に発生した東北地方太平洋沖地震（東日本大震災）の救援および、復興の資金に充てるための曲として制作され、収益金は桜井和寿と小林武史（山形県新庄市出身）が発起人となっているNPO法人「ap bank」の基金「ap bank Fund for Japan」へ寄付される。

## 収録曲
| #  | タイトル       | 作詞・作曲 | 編曲                   | 時間 |
| -- | -------------- | ---------- | ---------------------- | ---- |
| 1. | 「かぞえうた」 | 桜井和寿   | 小林武史 & Mr.Children | 4:41 |

## 楽曲解説
1. かぞえうた
  - シングルとしては25thシングル『掌/くるみ』に収録されている『掌』以来となるノンタイアップである。
  - レコーディングは、ライブツアー『Mr.Children Tour 2011 SENSE』の仙台公演[注 2]が開催される予定だった3月26日、27日に行われ、配信開始に先駆けて4月2日、3日に行われた同ライブツアーの真駒内セキスイハイムアイスアリーナ公演で初披露となった[3]。
  - 桜井和寿は「何もかも失い、悲しみ苦しみに取り囲まれている状態でも、それでもやっぱり希望を探して数えていけたら…また人間にはそういう力があると信じたい。そんな希望の歌です。」「3月14日、メンバーが集まってのミーティング。『収益を義援金にあてる、そのための曲を作るのはどうだろう?』というアイデアがあがった。でも曲を作って人を感動させるという行為も、この災害を前に不純に思えてしかたなくて、どうしたらいいのか何日か悩んでいたのですが、ふと『かぞえうた』というフレーズが浮かんできて、それにできるだけ作為的でないメロディーをと考え、この歌に辿り着きました。」とコメントしている[2]。
  - 大サビ部分を除き、歌詞が全て平仮名で表記されている。
  - 仙台放送の放送開始時のオープニング、および放送終了時のクロージングの曲として使用された。また、仙台放送『東日本大震災特別企画 ともに』のエンディング曲、および番組宣伝CMソングとしても使用された。
  - 17thアルバム『［(an imitation) blood orange］』に収録。

## 演奏
かぞえうた
- Mr.Children
  - 桜井和寿：Vocal, Guitar
  - 田原健一：Guitar
  - 中川敬輔：Bass
  - 鈴木英哉：Drums
- 小林武史：Keyboards

## ライブ映像作品
かぞえうた
| 作品名                                             |
| -------------------------------------------------- |
| Mr.Children Tour 2011 SENSE                        |
| ap bank fes '11 Fund for Japan                     |
| Mr.Children STADIUM TOUR 2011 SENSE -in the field- |

## 収録アルバム
- 『[(an imitation) blood orange]』